# ワム!
ワム!（英語: Wham!）は、ジョージ・マイケルとアンドリュー・リッジリーで構成されるイギリスのポップデュオ。1980年代前半から中盤にかけヒット曲を連発し、高い人気を誇った。

## 略歴
1981年、小学校からの同級生であるジョージ・マイケルとアンドリュー・リッジリーのデュオとして活動を開始。音楽面をジョージ、ステージ構成やビジュアル面をアンドリューがそれぞれ分担して受け持った。
1982年、シングル「Wham Rap! (Enjoy What You Do)」で、彼らの知人が運営していたインナーヴィジョン・レコーズよりCBSレコード経由でのインディーズとしてデビュー。
2枚目のシングル「Young Guns (Go for It)」から徐々に人気が高まり、ポップで快活な曲調と2人のルックスの良さも相まって話題となった。また、BBCの人気番組『トップ・オブ・ザ・ポップス』に出演したことで一気に知名度が上昇。一躍ティーンのカリスマとしてアイドル的人気を得た。
1983年、ファースト・アルバム『ファンタスティック』を発表。イギリスでは史上4組目となるデビュー・アルバムの初登場1位を獲得。「バッド・ボーイズ」などのヒット曲を放ち、イギリス国内では瞬く間にトップスターとなる。同時期にアメリカでもデビュー。しかし、アメリカでは当初ビルボード誌にチャートインこそしたが、ヒットには至らなかった。
年末にプロモーションで初来日、『レッツゴーヤング』『ザ・トップテン』等の歌番組などにも出演した。
しかし、その後、所属していたインナーヴィジョン・レコーズが、12インチ・シングル『CLUB FANTASITIC MEGAMIX』（アルバム収録曲をメガミックスした楽曲を収録、日本未発売）を本人達の承諾を得ず勝手に楽曲を編集、レコードを発売したため2人は激怒し、「この12インチ・シングルを絶対に購入しないように」とファンに呼びかけた。
1984年、前述の騒動から所属レーベルをエピックに変更し、アルバム『メイク・イット・ビッグ』を発表。このアルバムからは「ケアレス・ウィスパー」をはじめ数々のヒット曲が生まれ、イギリスのみならず世界中で爆発的な人気を博した。日本でもマクセルのカセットテープのテレビCMに2人で出演（CMソングには「バッド・ボーイズ」と「フリーダム」が使われた。但し、歌詞が両方ともオリジナルとは全く異なる)した。人気の上昇に伴い、1985年1月に来日公演が行われた。
日本の新御三家であった西城秀樹と郷ひろみが、共にリアルタイムでワム!の楽曲「ケアレス・ウィスパー」をカバーした（西城は「抱きしめてジルバ -Careless Whisper-」の題名でリリース）。
同年に発表されたシングル「ラスト・クリスマス」は、現在もクリスマスソングの定番曲として親しまれている。
1985年、イギリスのポップ・アーティストとしては初めて大々的な中華人民共和国での公演を北京（4月7日に北京工人体育館）と広州（zh:中山纪念堂 (广州)）にて行った。中国滞在中のワム!の様子は、「フリーダム」のミュージックビデオで確認することができる。
人気が絶頂を極める中、1986年に突如解散を発表。日本盤ベストアルバム『ザ・ベスト』のライナーノーツで解散理由を「ユニットとしてやることはやりつくしたから」と記載している。
1986年6月28日、ウェンブリー・スタジアムにて解散ライブを敢行。デビューしてから解散するまで、わずか4年ほどであった。
ディファレント・コーナー (A Different Corner) は、後に歌手・編曲家の Marc Engelhard も録音した大ヒット曲である。
1991年、ブラジルで行われたイベント『ロック・イン・リオII』でジョージの公演が行われた際、アンドリューがゲスト出演。一夜だけ再結成（実際は解散後にジョージが出演したエイズ撲滅コンサート『Live Stand by Me』にて、アンドリューと一緒に『Everything She Wants』を演奏した）され、二人がステージ上にてパフォーマンスを行った。
2006年12月、ジョージのソロ公演にアンドリューが15年振りにゲストとして参加。これが2人での最後のパフォーマンスとなる。その後再結成の話も持ち上がったが、最終的にこの話は流れた。
2016年12月25日、ジョージが死去。

## ディスコグラフィ
順位は各チャート最高位

### アルバム
- 『ファンタスティック』 - Fantastic (1983年) ※全英1位、全米83位
- 『メイク・イット・ビッグ』 - Make It Big (1984年) ※全英1位、全米1位、日2位
- 『エッジ・オヴ・ヘヴン』 - Music from the Edge of Heaven (1986年) ※全米10位
- 『ザ・ファイナル』 - The Final (1986年) ※ベスト・アルバム、全英2位
- 『ベスト・リミックス』The Best Remixes(1989年) ※日本限定リミックス・ベスト・アルバム
- 『STAR BOX ワム！』 - Star Box Wham!(1993年) ※日本限定ベスト・アルバム
- 『ザ・ベスト』 - If You Were There (The Best of Wham!) (1997年) ※ベスト・アルバム、全英4位
- 『ジャパニーズ・シングル・コレクション-グレイテスト・ヒッツ-』 - Japanese Singles Collection -Greatest Hits- (2020年) ※日本限定ベスト・アルバム
- 『ザ・シングルズ：エコーズ・フロム・エッジ・オブ・ヘブン』 - The Singles: Echoes from the Edge of Heaven（2023年）※シングルコレクション（7" Vinyl Box Set、10 CD Box Set、2LP Standard Version、2LP Coloured Version、2LP Coloured Version、1CD、Digitalの7形態）

### シングル
- "Wham Rap! (Enjoy What You Do?)" (1982年) ※全英8位
- 「ヤング・ガンズ」 - "Young Guns (Go For It!)" (1982年) ※全英3位
- 「バッド・ボーイズ」 - "Bad Boys" (1983年) ※全英2位、全米60位
- 「クラブ・トロピカーナ」 - "Club Tropicana" (1983年) ※全英4位
- "Club Fantastic Megamix" (1983年) ※全英15位（ワム!は非公認）
- 「ウキウキ・ウェイク・ミー・アップ」 - "Wake Me Up Before You Go-Go" (1984年) ※全英1位、全米1位
- 「ケアレス・ウィスパー」 - "Careless Whisper" (1984年) ※全英1位、全米1位
- 「フリーダム」 - "Freedom" (1984年) ※全英1位、全米3位
- 「ラスト・クリスマス」 - "Last Christmas" (1984年) ※全英1位
- 「恋のかけひき」 - "Everything She Wants" (1985年) ※全英2位、全米1位
- 「アイム・ユア・マン」 - "I'm Your Man" (1985年) ※全英1位、全米3位
- 「ディファレント・コーナー」 - "A Different Corner" (1986年) ※全英1位、全米7位
- 「エッジ・オヴ・ヘヴン」 - "The Edge Of Heaven" (1986年) ※全英1位、全米10位
- 「哀愁のメキシコ」 - "Where Did Your Heart Go?" (1986年) ※全英1位、全米50位

## 日本公演
- 1985年 maxell WHAM! in Japan  - 1月8日 福岡サンパレスホール、10日 大阪フェスティバルホール、11日 大阪府立体育館、13日 名古屋市公会堂、16日 日本武道館、17日 横浜文化体育館、18日 日本武道館